# Благой Макенджиев
Благой Георгиев Макенджиев е български футболист, вратар, роден е на 11 юли 1988 г. в град Петрич. Към януари 2021 година е състезател на ПФК Монтана (Монтана).

## Кариера
Преминава през юношеската школа на Пирин (Благоевград), където играе до 2010 г. После става играч на отбора на ПФК ЦСКА (София), но там 2 години е предимно резерва.
През 2013 г. става футболист на ПФК Берое (Стара Загора), а през 2017 г. се завръща за един сезон в „Пирин“ (Благоевград).
През 2018 г. облича екипа на ПФК Черно море (Варна), а в сезон 2019/2020 г. играе за ФК Дунав (Русе). От лятото на 2020 г. играе за Монтана.